# Metropolia przemyska
Metropolia przemyska − jedna z 14 metropolii obrządku łacińskiego w polskim Kościele katolickim ustanowiona 25 marca 1992.

## Diecezje wchodzące w skład metropolii
1. Archidiecezja przemyska
2. Diecezja rzeszowska
3. Diecezja zamojsko-lubaczowska

## Biskupi metropolii

### Biskupi diecezjalni
- Metropolita: Ks. Abp Adam Szal (od 2016) (Przemyśl)
- Sufragan: Ks. Bp Jan Wątroba (od 2013) (Rzeszów)
- Sufragan: Ks. Bp Marian Rojek (od 2012) (Zamość)

### Biskupi pomocniczy
- ks. bp Stanisław Jamrozek (od 2013) (Przemyśl)
- ks. bp Krzysztof Chudzio (od 2020) (Przemyśl)
- Ks. Bp Mariusz Leszczyński (od 1998) (Zamość)

### Biskupi seniorzy
- ks. abp Józef Michalik (od 2016) (Przemyśl)
- Ks. bp Kazimierz Górny (od 2013) (Rzeszów)
- Ks. Bp Jan Śrutwa (od 2006) (Zamość)
- Ks. bp Edward Białogłowski (od 2022) (Rzeszów)

## Główne świątynie metropolii
- Bazylika archikatedralna Wniebowzięcia NMP i św. Jana Chrzciciela w Przemyślu
- Katedra Najświętszego Serca Pana Jezusa w Rzeszowie
- Katedra Zmartwychwstania Pańskiego i św. Tomasza Apostoła w Zamościu